# Lúcio Antunes
Ulisses Indalécio Silva Antunes, meglio conosciuto come Lúcio Antunes (Praia, 9 ottobre 1966), è un allenatore di calcio capoverdiano.